# Bellardia qinghaiensis
Bellardia qinghaiensis är en tvåvingeart som beskrevs av Chen 1979. Bellardia qinghaiensis ingår i släktet Bellardia och familjen spyflugor. Inga underarter finns listade i Catalogue of Life.